# БЭСТ (программы)
Программы «БЭСТ»

## История развития программ серии БЭСТ
Данную линейку программных продуктов выпускает Компания "БЭСТ" – один из ведущих российских разработчиков информационных систем управления  предприятием, офис которого находится в Москве.
Деятельность компании началась в 1990 году под названием «Интеллект-Сервис». Первым тиражируемым продуктом компании была система «Бухгалтер» (FastCalk), созданная в 1991 году и адресованная массово открывавшимся в те времена кооперативам и малым предприятиям.
В 1992 году была выпущена программа «БЭМБИ», название которой расшифровывалось как «Бухгалтерия и Экономика Малого БИзнеса».
В 1993 году начался выпуск систем серии «БЭСТ». Первоначально эта аббревиатура означала «Бухгалтерия, Экономика, Статистика», однако с выходом комплексного решения для торговых компаний – системы «БЭСТ-3», в составе которой появился блок автоматизации складского учета с широким набором функциональных возможностей, название приобрело другое смысловое звучание -  Бухгалтерия, Экономика, Склад, Торговля. 
Потенциал системы «БЭСТ-3» был приумножен в программном комплексе «БЭСТ-4»,  выпущенном в 1996 году. Система БЭСТ-4 (позднее переименованная  в «БЭСТ-4+») неоднократно становилась победителем и лауреатом конкурсов делового программного обеспечения и просуществовала на рынке до 2013 года. Тогда же, в 1996 году было создано и первое Windows-приложение в линейке БЭСТ – система финансового анализа «БЭСТ-Ф».
БЭСТ были использован обычно только для облегчения программирования но не более 
В 2000 году компания выпустила систему управления малым предприятием «БЭСТ-ОФИС».   В дальнейшем «БЭСТ-ОФИС» распространялся на условиях FreeWare.
Поворотным моментом в развитии программных продуктов БЭСТ стал 2003 год, когда на рынке программных продуктов появилась первая версия системы управления предприятием «БЭСТ-5». В отличие от своих предшественниц в линейке БЭСТ, эта система охватывает полный управленческий цикл предприятия – включая планирование, учет, контроль и анализ хозяйственной деятельности. Система непрерывно дополняется новыми функциональными возможностями, нацеленными на повышение эффективности управления и дорабатывается в соответствии с изменениями в действующем законодательстве по бухгалтерскому и отраслевому учету.
Распространением и поддержкой системы БЭСТ-5 в различных регионах страны занимаются многочисленные партнеры компании.

## Система управления предприятием БЭСТ-5
БЭСТ-5 — это комплексная система управления предприятием, в которой органично сочетаются классические учетные методы и современные управленческие технологии.
Система управления предприятием БЭСТ-5 предназначена для использования предприятиями (организациями) различных сфер деятельности и государственными учреждениями, использующими общую (ОСНО) и упрощенную (УСНО) систему налогообложения, в том числе плательщиками ЕНВД. Она охватывает полный управленческий цикл, включая ведение оперативного, бухгалтерского, налогового и управленческого учета, планирование, контроль и анализ хозяйственной деятельности на предприятии. Обеспечивает подготовку отчетности предприятия в электронном виде с возможностью редактирования и вывода на печать.
Система БЭСТ-5 выпускается в адаптированном виде под законодательство Беларуси и Украины.
БЭСТ-5 относится к классу многопользовательских интегрированных систем, где работа отделов и служб предприятия ведется в едином информационном пространстве. Благодаря этому исключается многократный ввод одинаковой информации, а при импорте документов в электронном виде исключается и ввод данных вручную.
Такая организация работ существенно повышает производительность труда персонала и оперативно снабжает руководство предприятия необходимыми сведениями, что создает надежный фундамент для принятия правильных управленческих решений.
Для обеспечения полного контроля деятельности холдингов (групп предприятий, территориально удаленных подразделений) реализован двунаправленный обмен данными центрального комплекса (головного предприятия) и удаленных филиалов (подразделений) с применением механизма репликации данных между однотипными приложениями БЭСТ-5.
Система БЭСТ-5 функционирует в среде Windows, интегрирована с офисным пакетом MS Office и с бесплатно распространяемым пакетом Open Office.
В качестве встроенного дизайнера отчетности, а также шаблонов различных печатных форм используется генератор отчетов FastReport.
Предусмотрена возможность и внешнего обмена информацией в электронном виде — импорт/экспорт данных в различных форматах: XML, MS Excel, Open Office, DBF, текстовом и др.
Основной акцент в адаптации системы БЭСТ-5 к потребностям конкретного предприятия-пользователя сделан на развитую параметрическую настройку, которая обеспечивает быстрый запуск системы в эксплуатацию без привлечения специалистов по программированию и которая достаточна для большинства ситуаций.
Вместе с тем, наряду с параметрической настройкой в системе имеются встроенные средства программирования, предназначенные для адаптации и расширения круга возможностей системы.

Первый, простейший уровень — это возможность разработки небольших программ (PlugIn) с сохранением базовой функциональности системы, без изменения её бизнес-логики.
Второй уровень — это предоставление полноценной встроенной среды разработки XBA (Xbase for Application).

Бесплатно поставляемая среда разработки XBA используется для создания и развития приложений, режимов и функций самой системы БЭСТ-5 и предоставляется всем её пользователям для написания любых функциональных компонентов — вплоть до разработки приложений «с нуля».
XBA включает интегрированную среду для разработки программ, встроенный отладчик, а также объектно-ориентированный язык разработки Xbase++.

## Отраслевые решения БЭСТ-5
На базе системы управления предприятием БЭСТ-5 разработано множество отраслевых решений, которые содержат функции и отраслевые настройки для автоматизации бизнес-процессов и законодательных требований к учету, характерных для конкретной отрасли.